# New Delhi
New Delhi er anlagt hovedstad i Indien siden 1912 lige syd for Delhi. New Delhi har 249.998(2011) indbyggere mens New Delhi metroområde har 26.495.000(2016) indbyggere.
| Vejr for New Delhi (Safdarjung) 1981–2010, Indien                                                                     | Vejr for New Delhi (Safdarjung) 1981–2010, Indien | Vejr for New Delhi (Safdarjung) 1981–2010, Indien | Vejr for New Delhi (Safdarjung) 1981–2010, Indien | Vejr for New Delhi (Safdarjung) 1981–2010, Indien | Vejr for New Delhi (Safdarjung) 1981–2010, Indien | Vejr for New Delhi (Safdarjung) 1981–2010, Indien | Vejr for New Delhi (Safdarjung) 1981–2010, Indien | Vejr for New Delhi (Safdarjung) 1981–2010, Indien | Vejr for New Delhi (Safdarjung) 1981–2010, Indien | Vejr for New Delhi (Safdarjung) 1981–2010, Indien | Vejr for New Delhi (Safdarjung) 1981–2010, Indien | Vejr for New Delhi (Safdarjung) 1981–2010, Indien | Vejr for New Delhi (Safdarjung) 1981–2010, Indien |
| | Jan                                               | Feb                                               | Mar                                               | Apr                                               | Maj                                               | Jun                                               | Jul                                               | Aug                                               | Sep                                               | Okt                                               | Nov                                               | Dec                                               | År                                                |
| --- | ------------------------------------------------- | ------------------------------------------------- | ------------------------------------------------- | ------------------------------------------------- | ------------------------------------------------- | ------------------------------------------------- | ------------------------------------------------- | ------------------------------------------------- | ------------------------------------------------- | ------------------------------------------------- | ------------------------------------------------- | ------------------------------------------------- | ------------------------------------------------- |
| Gennemsnitlig maks °C                                                                                                 | 20,5                                              | 23,9                                              | 29,6                                              | 36,3                                              | 39,5                                              | 39,2                                              | 35,4                                              | 34,1                                              | 34,1                                              | 32,8                                              | 28,2                                              | 23,1                                              | 31,4                                              |
| Gennemsnitlig min °C                                                                                                  | 7,6                                               | 10,4                                              | 15,6                                              | 21,3                                              | 25,8                                              | 27,9                                              | 27,4                                              | 26,6                                              | 25                                                | 19,1                                              | 12,9                                              | 8,3                                               | 19                                                |
| Gennemsnitlig nedbør mm                                                                                               | 19,3                                              | 22,1                                              | 15,9                                              | 13                                                | 31,5                                              | 82,2                                              | 187,3                                             | 232,5                                             | 129,8                                             | 14,3                                              | 4,9                                               | 9,4                                               | 762,3                                             |
| Kilde (2016): New Delhi (Safdarjung) Climatological Table Period: 1981–2010 India Meteorological Department (engelsk) |                                                   |                                                   |                                                   |                                                   |                                                   |                                                   |                                                   |                                                   |                                                   |                                                   |                                                   |                                                   |                                                   |